# Неспротив
Неспротив, неопір, непротивлення — практика чи принцип не чинити опір владі, навіть коли вона несправедливо здійснюється. В його основі лежить знеохочення, навіть протидія фізичному опорові ворогу. Це розглядається як форма принципового ненасильства або пацифізму, що відкидає будь-яке фізичне насильство, здійснюване на особистому, груповому, державному або міжнародному рівнях. Ті, що тримаються неспротиву, можуть відмовитися від помсти опоненту або запропонувати будь-яку форму самозахисту. Неспротив часто пов'язаний з певними релігійними групами.

## Християнське богослов'я та історія
Християнський неспротив заснований на Нагірній проповіді, в якій Ісус Христос каже:
«Ви чули, що сказано: Око за око, зуб за зуб. А Я кажу вам: Не чиніть спротиву лихому! А коли вдарять тебе по правій щоці твоїй, оберни до нього й другу. І хто захоче судитися з тобою і забрати в тебе сорочку, віддай йому й верхній одяг; І хто примусить тебе пройти з ним одну милю, пройди з ним удвічі. Дай тому, хто просить у тебе, а від того, хто хоче позичити в тебе, не відвертайся.» (Євангеліє від Матвія 5:38-42; переклад Гижі, 2019 рік)
Члени анабаптистських сповідей (менонітські церкви, аміші, гутерії та шварценауські браття / німецькі баптисти) та інших мирних церков, таких як суспільство друзів (квакери) на основі цих слів Ісуса Христа бачать, що люди нічого не повинні робити, щоб фізично протистояти ворогу. Відповідно, лише Бог має право виконувати покарання. Непротивленні християни зазначають, що жертвенна любов Ісуса призвела Його до підкорення розіп'яттю, а не помсті. Основне застосування цього вчення для анабаптистських сповідань полягає у вченні їх молоді про сумлінне заперечення військовому призову. 
Щоб проілюструвати, як неопір працює на практиці, Олександр Крістоянопулос пропонує таку відповідь християнського анархіста щодо тероризму: Шлях, показаний Ісусом, є складним шляхом, яким можуть пройти лише справжні мученики. Етимологічно «мученик» — це той, хто стає свідком своєї віри. І це остаточне свідчення своєї віри — бути готовим застосувати її на практиці, навіть коли самому життю існує загроза. Але життя, яким необхідно пожертвувати, — не життя ворога, а власне життя мученика — вбивство інших — це не свідчення любові, а гніву, страху або ненависті. Отже, для Толстого справжній мученик за Ісусове послання не буде ні карати, ні протистояти (або, принаймні, не застосовувати насильства, щоб протистояти), але прагнутиме діяти з любові, хоч би якою жорсткою, якою б не була ймовірність бути розіп'ятим. Він терпляче вчився прощати і повертати іншу щоку, навіть ризикуючи смертю. Це був би єдиний спосіб врешті-решт завоювати серця та думки іншого табору та відкрити можливості для примирення у «війна проти тероризму».
Автор Джеймс Р. Грем писав: «Християнин не є пацифістом, він не є учасником». В анабаптистських церквах застосовується саме термін "неспротив" на відміну від пацифізму. Прихильники опору розглядають пацифізм як ліберальніше богослів'я, оскільки він виступає лише за фізичне ненасилля і дозволяє своїм послідовникам активно протистояти ворогу. У 20 сторіччіі існували розбіжності в думках між церквами амішів та менонітів та всередині них, оскільки вони розходились у думках щодо етики непротивлення та пацифізму. 
На додаток до сумлінного заперечення, нестійка практика старопорядних менонітів, амішів та консервативних менонітів включає відмову від цивільних практик: позовів до суду, лобіювання уряду, обіймання державних посад, застосування сили закону для охорони своїх прав. 
Термін непротивлення використовувався для позначення затвердженої Церкви під час релігійних негараздів в Англії після Англійської громадянської війни та протестантської спадщини.

## Загальна історія
Ймовірно, найдавнішим зафіксованим твердженням про філософію непротивлення є вислів Сократа близько 399 року до Р. Х.. Впливовий давньогрецький філософ, Сократ був засуджений афінською демократією до смертної страти за те, що навчив своїх учнів сумніватися в авторитеті та думати власними силами. Сократ прийняв свою долю з причин моралі та справедливості, але не прийняв допомогу своїх прихильників втекти з Атен та уникнути страти. 
Неопір зіграв помітну роль у аболіціоністському русі (за скасування рабства) у Сполучених Штатах 19 сторіччя.
Російський письменник граф Лев Толстой, американський соціаліст й аболіціонист Адін Баллу, та індійський борець за незалежність Махатма Ганді були помітними прихильниками непротивлення. Проте між ними існували відмінності. Рух Ганді Сатьяграха базувався на вірі в активний, але водночас ненасильницький опір, і він не вірив у використання непротивлення (або ненасильницького опору) в обставинах, коли неспроможність протистояти противнику фактично було боягузтвом: «Я вірю, що там, де є лише вибір між боягузтвом і насильством, я б порадив насильство».
Іноді непротивлення вважається сумісним, і навіть частиною рухів, що виступають за соціальні зміни, як наприклад рух, очолюваний Могатмою Ганді в боротьбі за незалежність Індії, або протести в Білорусі проти узурпації влади Олександром Лукашенкою на президентських виборах 2020 року. Перед небезпекою арешту протестанти таких рухів можуть ставати непротивлениками, проте вони краще визначені термінами — ненасильницький опір або громадянський опір.

## Дивитися також
- Християнський анархізм
- Християнський пацифізм
- Християнські команди миротворців
- Громадянський опір
- Джон Говард Йодер
- Ненасильство
- Ненасильницький опір
- Ненасильницька революція
- Пасивна слухняність
- Мирні церкви
- Мазохістський розлад особистості
- Оберни іншу щоку
- Толстовство